# Destruction in Kobe (2024)
L'édition 2024 de Destruction est un Pay-per-view de catch (lutte professionnelle) produit par la promotion japonaise New Japan Pro-Wrestling. L'événement a eu lieu le 29 septembre 2024 au Kobe World Memorial Hall à Kobe (Préfecture de Hyōgo), au Japon. Il s'agit de la 26e édition de Destruction.

## Contexte
Les spectacles de la New Japan Pro Wrestling (NJPW) sont constitués de matchs aux résultats prédéterminés par les scénaristes de la compagnie. Ces rencontres sont justifiées par des storylines – une rivalité avec un catcheur, la plupart du temps – ou par des qualifications survenues dans les shows de la NJPW. Tous les catcheurs possèdent une gimmick, c'est-à-dire qu'ils incarnent un personnage gentil (Face) ou méchant (Heel), qui évolue au fil des rencontres. Un événement comme Destruction est donc un événement tournant pour les différentes storylines en cours.

## Tableau des matchs
| Ordre par numéros | Résultat | Stipulation(s)                                                             | Temps |
| --- | --- | -------------------------------------------------------------------------- | ----- |
| 1P | Ryusuke Taguchi, Dragon Dia et Shota Umino battent Yūji Nagata, Tomoaki Honma et Tiger Mask                                                       | 6-Man Tag Team match                                                       | 7:24  |
| 2 | Los Ingobernables de Japon (Yota Tsuji, Bushi et Hiromu Takahashi) bat United Empire (Jeff Cobb, Callum Newman et Francesco Akira) par soumission | 6-Man Tag Team match                                                       | 7:24  |
| 3 | Hirooki Goto bat Gabe Kidd, | No Disqualification match                                                  | 10:57 |
| 4 | TMDK (Zack Sabre Jr, Kosei Fujita et Ryohei Oiwa) bat Just 5 Guys (Sanada, Taichi et Taka Michinoku)                                              | 6-Man Tag Team match                                                       | 6:30  |
| 5 | Hiroshi Tanahashi (c), Toru Yano (c) et Oleg Boltin (c) battent House of Torture (Evil, Sho et Yujiro Takahashi)                                  | 6-Man Tag Team match pour les NEVER Openweight 6-Man Tag Team Championship | 11:19 |
| 6 | Douki (c) bat Yoshinobu Kanemaru | Match simple pour le IWGP Junior Heavyweight Championship                  | 20:12 |
| 7 | Shingo Takagi bat Henare (c) | Match simple pour le NEVER Openweight Championship                         | 19:24 |
| 8 | David Finlay (c) (avec Gedo) bat Yoshi-Hashi | Match simple pour le IWGP Global Heavyweight Championship                  | 21:37 |
| 9 | Tetsuya Naitō (c) bat Great-O-Khan | Match simple pour le IWGP World Heavyweight Championship                   | 30:44 |
| La lettre C placée entre parenthèses désigne la personne ou l’équipe championne en titre. P – indique que le match a eu lieu lors du pré-show | |                                                                            |       |